# Метаигра
Метаигра́ (сокр. ме́та) — в компьютерных и настольных играх представляет собой понятие, описывающее активности вне игры, но влияющие на её игровой процесс. Не существует единого определения метаигры. Под этим понятием может подразумеваться анализ игроками происходящего в отдельных игровых партиях с целью улучшить свои результаты или решить проблемы в последующих. Также, процесс подготовки к партии непосредственно не является частью игры и может рассматриваться как метаигра. Помимо этого, под метаигрой может пониматься введение разработчиками дополнительных элементов (достижений, дополнений и других), которые не являются частью центрального игрового процесса. Блоги, вики-проекты, форумы игры, где происходит общение игроков, обмен опытом, создание модификаций и тому подобные активности также могут рассматриваться в качестве метаигры.

## Метаигра игроков
Пользователи могут получать опыт отдельных игровых сессий, и он в последующем может повлиять на дальнейшую игру. Например, если человек играет в Unreal Tournament по интернету, то он может заметить неэтичное поведение другого игрока или применение им осуждаемых в сообществе тактик (например, кемперство). Заметив это, сообщество может изменить отношение к рассматриваемому пользователю (как игровыми, так и внеигровыми способами), и из-за этого он может начать чаще проигрывать (то есть это начинает влиять на него непосредственно в игре). Такое взаимодействие не является частью игры и рассматривается как метаигра.
В качестве другого примера может рассматриваться подготовка к партии. Например, в карточной игре Magic: The Gathering каждый из игроков заранее готовит колоду, которой он будет играть, и процесс этой подготовки не относится к игре как таковой и является частью метаигры. В одноимённой компьютерной игре 2012 года пользователи могут выбирать колоды из предоставленных разработчиками наборов, и игроки со временем понимают, что нет колоды, которая выигрывает у всех остальных. Другими словами, для всех колод отсутствует свойство транзитивности (аналогично принципу камень, ножницы, бумага). Сообщество со временем развивается и изобретает новые стратегии и способы использования колод, поэтому в зависимости от времени доминируют разные колоды. Метаигрой здесь становится выбор колоды, которая будет наиболее эффективна исходя из текущих тенденций в игровом мире.
Подготовка к партии как часть метаигры может включать изучение игрового мира. Например, в трёхмерных шутерах, таких как Quake, перед дуэлями игроки могут просматривать карту уровня и запоминать те или иные его особенности, и тем самым повлиять на последующий результат.

## В проектировании игр
Во время проектирования игры её разработчики могут заранее создать необходимые интернет-ресурсы для общения игроков и тем самым формировать экосистему для этой части метаигры. Способность изучить игру не только исходя из своего игрового опыта, а также взаимодействуя с игровым сообществом или получив доступ к сформированной её любителями базе данных, может учитываться разработчиками в игре на ранних этапах её создания, которые могут подготовить инструменты анализа происходящего в игровом сообществе и тем самым достигать те или иные цели.
Развитие практики анализа привело к возникновению понятия «проектирование метаигры» (англ. metagame design), когда разработчики на основании анализа состояния игры и возможных путей её развития вносят те или иные элементы, позволяющие обогатить игровой опыт, улучшить реиграбельность и удержать игрока. В этом смысле в понятие метаигры входит введение награды за ежедневное посещение, дополнительные наборы квестов, продажа внутри игры дополнительных возможностей (гача-элементы) и другое. В таких играх игровой цикл может выглядеть так, что игрок проводит сражение, получает некоторые ресурсы, совершенствует своего персонажа, и далее возвращается в бой с новыми возможностями. Часть вне непосредственной игры (сражения) рассматривается как метаигра, и на неё у игрока могут быть возможности повлиять извне (например, сделать покупки или подготовиться к партии).